# Changnyeong
Changnyeong (Changnyeong-gun, âm Hán Việt: Xương Ninh quận) là một huyện ở tỉnh Gyeongsang Nam, Hàn Quốc. Huyện này có diện tích 533,09 km², dân số năm 2000 là 74.668 người.
Sông Nakdong chảy qua huyện này. Khu ngập nước Upo là một khu vực sinh thái và du lịch của huyện.
Nhân vật nổi bật quê ở đây có nữ ca sĩ Bắc Triều Tiên Song Hye-rim.